# Zosterops conspicillatus
Zosterops conspicillatus — вид воробьиных птиц из семейства белоглазковых (Zosteropidae).

## Распространение
Обитают на Северных Марианских Островах (выживший подвид этих птиц является их эндемиком). Ранее существовал и второй подвид, населявший остров Гуам. Однако он практически наверняка вымер из-за завезенных на остров змей вида коричневая бойга, которые поедали взрослых птиц, птенцов и яйца. Эти змеи также были недавно завезены на Сайпан, таким образом, они угрожают благополучию и сохранившегося пока подвида Zosterops conspicillatus.
Вид Zosterops rotensis ранее также считался подвидом данного вида.

## Охранный статус
МСОП присвоил виду охранный статус EN.